# Eis am Stiel 4 – Hasenjagd
Eis am Stiel 4 – Hasenjagd ist der vierte Teil der israelischen Filmreihe Eis am Stiel von Boaz Davidson, in der Yiftach Katzur, Jonathan Sagall und Zachi Noy wiederum in ihren angestammten Rollen zu sehen sind. 1983 folgte eine eigene Fortsetzung mit dem Titel Hasenjagd 2. Teil.

## Handlung
Benny, Bobby und Johnny müssen ihren Wehrdienst leisten. Dabei müssen sie sich nicht nur an das Kasernen-Leben gewöhnen, sondern auch die Schikanen ihrer Vorgesetzten ertragen. Besonders Unteroffizier Ramirez hat es auf sie abgesehen. Das ändert sich, als die drei als Can-Can Tänzerinnen auftreten, um nicht von Ramirez beim Kneipenbesuch erwischt zu werden. Ramirez verliebt sich ausgerechnet in den als Frau verkleideten Johnny und nimmt ihn mit in die Kaserne, wodurch seine Freunde entkommen können. Auch Johnny entkommt durch einen Sprung aus dem Fenster, nachdem Ramirez's Freundin die beiden überrascht. Um ein erneutes Treffen mit der angeblichen Cousine Johnny's zu erlangen, räumt er ihnen Sonderrechte wie Urlaub und Freizeit ein. Währenddessen trauert Benny um Rina aus dem Nachbarlager, die wütend mit ihm schlussgemacht hat. Er gaukelte ihr und ihren Freundinnen vor, ein Offizier zu sein und verlangt von ihnen sich nackt zu machen, um sie auf Flohbefall zu untersuchen. Als sie ihn in der Kaserne als Neuling identifiziert, trifft sie sich mit ihm am Meer und lässt ihn durch das Entwenden seiner Kleidungsstücke nackt zurück. Er schafft es trotzdem irgendwie am Wachposten der Kaserne vorbei.

## Kritik
Das Lexikon des internationalen Films konnte dem Film nichts abgewinnen und schrieb, darin finde ein „Wiedersehen mit den Versatzstücken des Klamottenkinos“ statt und es würden „homosexuelle Militärärzte, dümmliche Schleifer, baufällige Latrinen“ gezeigt.